# Rami buccales nervi facialis

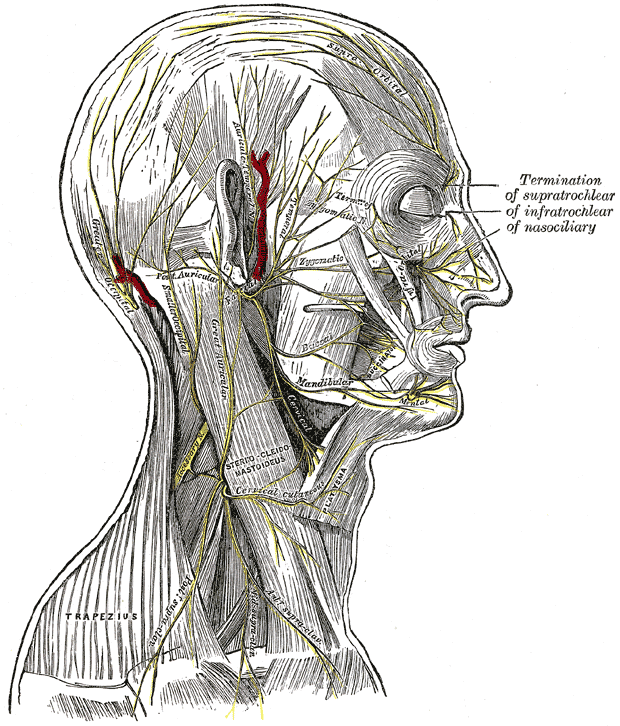
Az arc idegei (régi kép)

A rami buccales nervi facialis egy idegcsoport, mely a nervus facialisból ered. Több ágra szakad. A száj körül, valamint a szemüreg alatt futnak.

## Az ágai
- ramus buccalis inferior nervi facialis
- ramus buccalis superior nervi facialis
- ramus buccalis superficialis nervi facialis

## Külső hivatkozások
- Adatok +kép Archiválva 2008. május 3-i dátummal a Wayback Machine-ben
- Képek, fogalmak
- Képek, fogalmak